# Hans Harms (Manager)

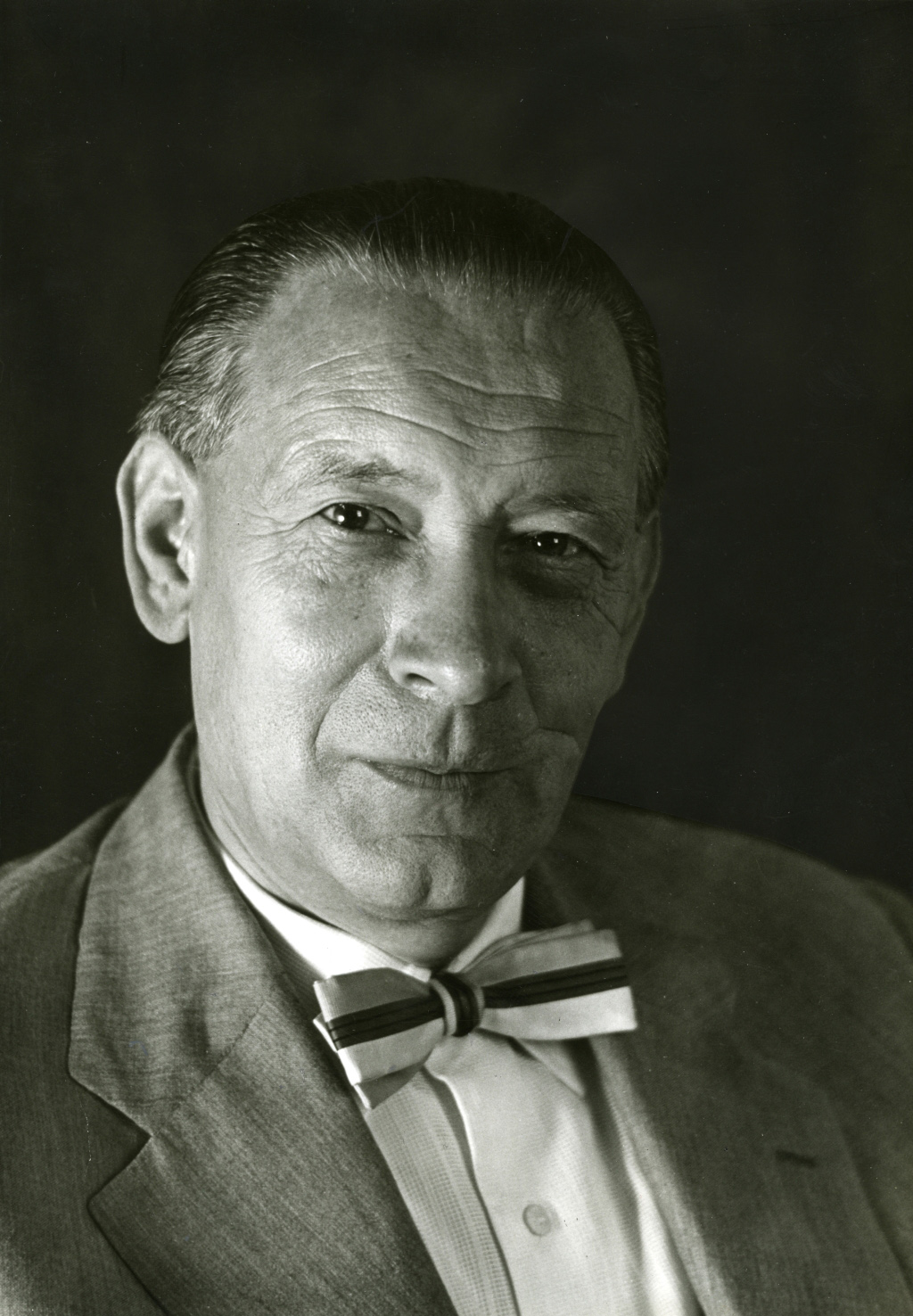
Hans Harms (1959)

Hans Harms (* 3. September 1906 in Wiesbaden; † 28. Juni 1975) war ein deutscher Wirtschaftsmanager.

## Lebenslauf
Harms studierte an der TH Darmstadt Chemie. Dort wurde er 1925 Mitglied der Darmstädter Burschenschaft Frisia. Unmittelbar nach seiner Promotion zum Dr.-Ing. 1933, ebenfalls in Darmstadt, begann er bei der E. Merck AG. Dem Unternehmen gehörte er bis 1973 an. Von 1959 bis 1970 war Harms Vorsitzender des Vorstands der E. Merck AG.
Von 1970 bis 1972 war er außerdem Vorsitzender des Bundesverbandes der Pharmazeutischen Industrie (BPI).
1967 wurde er zum Vorsitzenden des Außenhandelsausschusses des Bundesverbandes der Deutschen Industrie gewählt. Darüber hinaus war er Präsidialmitglied des Verbandes der Chemischen Industrie.

## Ehrungen
1953 erhielt Harms das Verdienstkreuz am Bande der Bundesrepublik Deutschland, 1967 das Große Verdienstkreuz.